# Miguel Sande
Miguel Anxo Sande Corral (Pastoriza, Arteijo; 1961) es un escritor y periodista español en lengua gallega.

## Trayectoria
Periodista de profesión, fue delegado de La Voz de Galicia en la Mariña lucense y en el Occidente de Asturias. Vive en Vivero. Su primer libro publicado es Á alba pide comigo vivir, con el que quedó finalista en el Premio Nacional de Teatro Calderón de la Barca en 1984, convocado por el Instituto de Artes Escénicas del Ministerio de Cultura. En 1998 publica su segunda obra, Ninguen chorou por nós, premiada con el Rafael Dieste, estrenada en septiembre de 1999 en el Teatro Colón de Vigo en una adaptación libre de la compañía Teatro Bruto. En 2000 publicó 39 veces chao, un monólogo a través de un teléfono móvil.
Como poeta publicó el libro A palabra soterrada, escrito en el desierto del Sahara, entre Túnez y Argelia.

## Obra

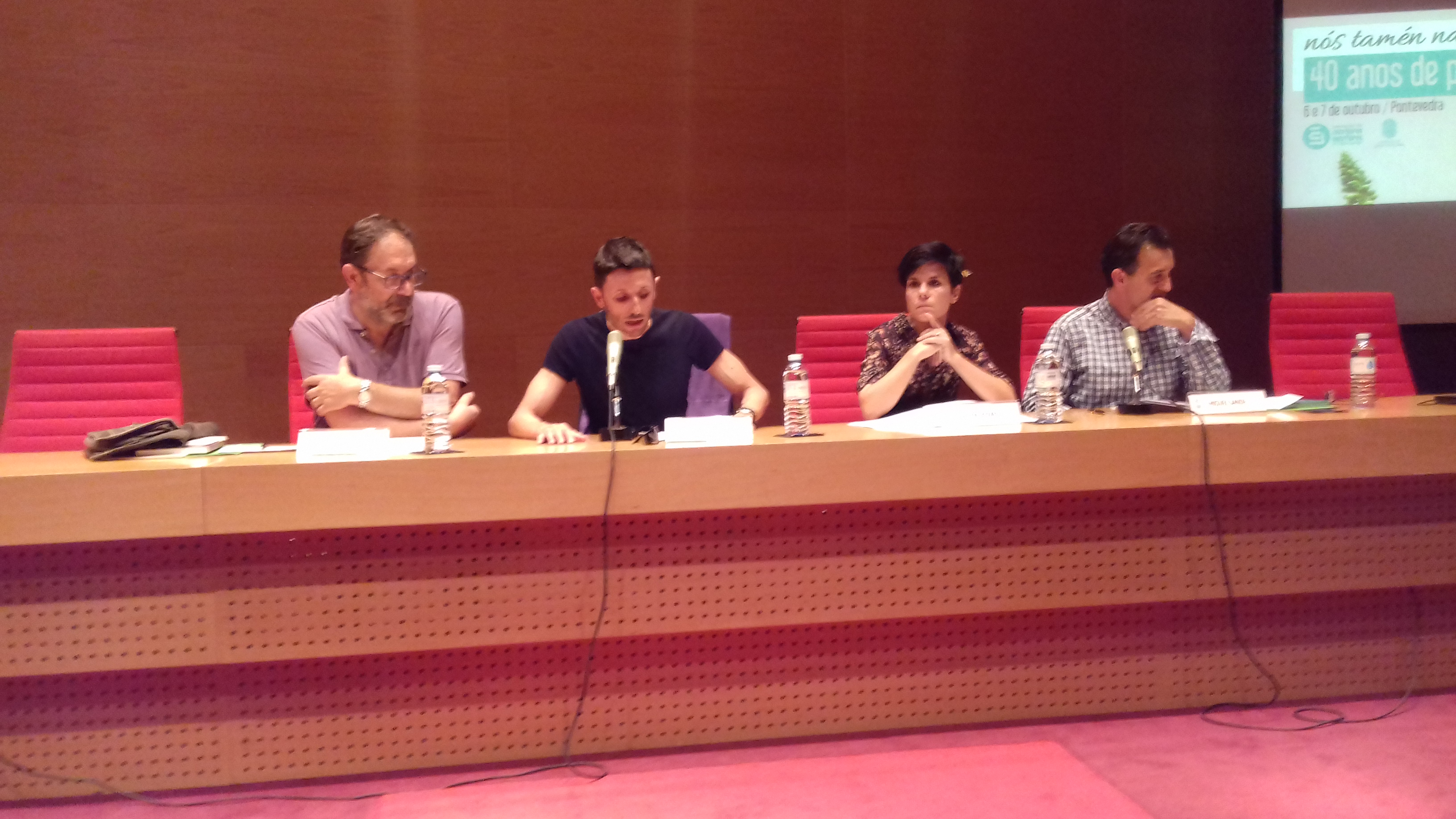
Antonio Reigosa, Afonso Becerra, Silvia Penas y Miguel Sande en el congreso Nós tamén navegar. 40 anos de poesía galega, en el Palacio de la Cultura de Pontevedra.

### En gallego

#### Poesía
- Palabras para despois da tose (1985). Sada: Edicións do Castro.
- Como a nudez escura da auga (1986). Sada: Edicións do Castro.
- A traxectoria caótica do péndulo (1990). Vigo: Editorial Galaxia. 64 págs. ISBN 978-84-7154-741-5.
- A palabra soterrada (1994). Culleredo: Espiral Maior. 48 págs. ISBN 9788488137333.
- Hoxe, que vén o vento do sur (2006). Culleredo: Espiral Maior. 93 págs. ISBN 9788496475243.
- Os filósofos xa non brindan con cicuta (2019). Arte de Trobar, Centro PEN Galicia, Junta de Galicia, Afundación, Obra Social ABANCA. 96 págs. ISBN 978-84-09-15172-1.
  - Traducida al castellano: Los filósofos ya no brindan con cicuta (2019). Anaquel de Poesía. 135 págs. ISBN 978-84-122808-9-0.
- Brinde e desespero (2023). Vigo: Xerais. 64 págs. ISBN 978-84-1110-263-6. ePub: ISBN 978-84-1110-274-2

#### Narrativa
- Se algún día esta muller morta (2006). Vigo: Galaxia. 104 págs. ISBN 978-84-8288-970-2.
- A vida fóra (2011). Vigo: Galaxia. 80 págs. ISBN 978-84-9865-370-0.
- A candidata (2016). Vigo: Galaxia. 136 págs. ISBN 978-84-9865-736-4.
- O negociador (2022). Vigo: Xerais. 152 págs. ISBN 9788411101110.

#### Teatro
- Á alba pide conmigo vivir (1986). Junta de Galicia. 64 págs. ISBN 978-84-228-0300-3.
- Ninguén chorou por nós (1999). Diputación de La Coruña.
- 39 veces chao (2002). Diputación de La Coruña. 87 págs.
- Ninguén chorou por nós / 39 veces chao (2022). A. Directores de Escena T. 136 págs. ISBN 978-84-17189-40-2.
- Elas, que din (2005). La Coruña: Biblos Clube de Lectores. 92 págs. ISBN 9788493412616.

#### Ensayo
- Cuba, doce e soturna (1994).  Santiago: Laiovento. 105 págs. ISBN 978-84-87847-43-9.

#### Obras colectivas
- Alma de beiramar (2003). Asociación de Escritoras y Escritores en Lengua Gallega.
- Negra sombra. Intervención poética contra a marea negra (2003). Espiral Maior.
- A cidade na poesía galega do século XXI (2012). Toxosoutos.
- 150 Cantares para Rosalía de Castro (2015). Libro electrónico.
- Os aforismos do riso futurista (2016). Xerais.

### En castellano

#### Poesía
- Poemas (1981). La Coruña: La Voz de Galicia.

## Premios
- Finalista del Premio Nacional de teatro Calderón de la Barca en 1985 por Á alba pide comigo vivir.
- Premio de teatro Rafael Dieste en 1998 por Ninguén chorou por nós.
- Finalista del premio de teatro Rafael Dieste en 2001 por 39 veces chao.
- Ganador del I Premio Narrativa Breve Repsol en 2006, por la novela Se algún día esta muller morta.
- Premio García Barros en 2016 por la novela A candidata.
- Ganador de la XVII edición do Premio de Poesía Afundación 2019 por Os filósofos xa non brindan con cicuta.
- Ganador del XXV Premio Johan Carballeira de Poesía por Brinde e desespero.
- Finalista del Premio Xerais de Novela 2021 por O negociador.